# Ereis roseomaculata
Ereis roseomaculata är en skalbaggsart som beskrevs av Stefan von Breuning 1968. Ereis roseomaculata ingår i släktet Ereis och familjen långhorningar.
Artens utbredningsområde är Laos. Inga underarter finns listade i Catalogue of Life.